# Bitwa pod Seseñą
Bitwa pod Seseñą – republikańsko-radziecki atak na nacjonalistyczne pozycje w pobliżu miasta Seseña, niedaleko Toledo, 30 km na południe od Madrytu przeprowadzony 29 października 1936 roku podczas hiszpańskiej wojny domowej. Po upadku Talavera de la Reina i Toledo we wrześniu 1936 roku wojska nacjonalistyczne ruszyły w kierunku Madrytu i w październiku znalazły się ok. 30 km od miasta. Rząd republikański, który otrzymał właśnie nowe radzieckie uzbrojenie, postanowił rozpocząć kontrofensywę, aby powstrzymać postęp nacjonalistów w rejonie miasta Seseña. Atak się nie powiódł, a nacjonaliści szybko wznowili marsz w kierunku Madrytu. Starcie jest znane głównie jako pierwsza w wojnie hiszpańskiej bitwa pancerna na dużą skalę i również pierwsza z tak widocznym zaangażowaniem radzieckich ochotników po stronie republikańskiej.

## Tło
Zawodowe wojska hiszpańskiej Armii Afrykańskiej rozpoczęły marsz na Madryt w sierpniu 1936 roku. Wyposażeni w nowoczesną broń otrzymaną z Niemiec i Włoch (samoloty Junkers Ju 52 i Savoia-Marchetti SM.81 oraz włoskie tankietki L3/35), wojska nacjonalistyczne pokonały milicje rządowe w bitwach pod Méridą, Badajoz, Sierra de Guadalupe i Talavera de la Reina, po czym zajęły Toledo 27 września 1936 roku. Pod koniec października nacjonaliści zajęli kilka miasteczek w pobliżu Madrytu (Torrejón de Velasco, Seseña, Torrejón de la Calzada i Griñón), przełamując tym samym pierwszą linię obronną Madrytu.
Tymczasem rząd republikański zwrócił się do Francji o pomoc wojskową. Prezydent Republiki Francuskiej, Léon Blum, początkowo postanowił odpowiedzieć pozytywnie, ponieważ zwycięstwo nacjonalistów mogłoby zaszkodzić międzynarodowej pozycji Francji. Jednak 25 lipca 1936 roku Blum postanowił nie wysyłać broni do Republiki, ponieważ sprzeciwiał się temu rząd brytyjski i francuska prawica, a 8 sierpnia zdecydował o zamknięciu granicy. Wobec tego rząd hiszpański postanowił kupić broń od ZSRR. Pierwszy statek z radzieckim uzbrojeniem dotarł do Kartageny 15 października. 28 października premier Hiszpanii Largo Caballero postanowił rozpocząć kontrofensywę z niedawno przybyłą bronią, aby powstrzymać nacjonalistów zmierzających w kierunku Madrytu.

## Bitwa
29 października 1936 roku Armia Ludowa Republiki Hiszpańskiej rozpoczęła atak na miasto Seseña, będące pod kontrolą nacjonalistów. Republikanie zaatakowali siłami 15 czołgów T-26, uzbrojonych w armaty 45 mm, dowodzonych przez łotewskiego specjalistę od broni pancernej, kapitana Polsa Armānsa, a kierowanych przez Sowietów z hiszpańskimi artylerzystami. Do ataku rzucono także 1 Brygadę Mieszaną, nowo utworzoną jednostkę dowodzoną przez Enrique Lístera. Do przeciwstawienia się im nacjonaliści dysponowali siłami kawalerii dowodzonymi przez pułkownika Monasterio, marokańskimi regulares i kilkoma włoskimi tankietkami. Radzieckie czołgi zostały zgromadzone razem do ataku frontalnego i wjechały na ulice Seseñi. Arman twierdził, że jego czołgi unieszkodliwiły dwa bataliony piechoty, dwa szwadrony kawalerii, dziesięć dział 75 mm, dwie tankietki i 20–30 ciężarówek. Czołgi przejechały przez Seseñię i dotarły do Esquivias, jednak Mieszana Brygada Listera nigdy nie wkroczyła za nimi do miasta, a siły pancerne musiały się wycofać. Michaił Kolcow, radziecki dziennikarz, który przedostał się do Seseñi, relacjonował: Lister [...] wyjaśnił z grymasem na twarzy, że jego oddziały początkowo poruszały się dobrze, ale po 1500 metrach [żołnierze] poczuli się zmęczeni i usiedli. Nacjonaliści zdołali zniszczyć trzy radzieckie czołgi i uszkodzić trzy kolejne koktajlami Mołotowa i ogniem artyleryjskim. Czterech radzieckich i czterech republikańskich czołgistów zginęło w akcji, a sześciu zostało rannych. Tego samego dnia armia republikańska pod dowództwem pułkownika Ildefonso Puigdendolasa rozpoczęła kolejny atak na pobliskie miasto Illescas, ale natarcie zostało odparte. Puigdendolas został zabity przez własnych ludzi, gdy próbował zapobiec masowej dezercji.

## Następstwa
Atak się nie powiódł, ponieważ republikańska piechota nie miała przeszkolenia w zakresie współpracy z czołgami na polu bitwy, ale radzieckie czołgi okazały się skuteczne. Według Thomasa jeden radziecki T-26 zniszczył 11 włoskich tankietek. Tego samego dnia szwadron radzieckich bombowców SB-2 zaatakował Sewillę. W obliczu przybycia radzieckiej broni do Hiszpanii nazistowskie Niemcy postanowiły zwiększyć swoją pomoc dla hiszpańskich nacjonalistów i zorganizować Legion Condor.
Po wygranej potyczce nacjonaliści wznowili ofensywę, Getafe (13 km na południe od Madrytu) padło 4 listopada, a 8 listopada frankiści rozpoczęli frontalny atak na Madryt. Niemniej jednak generał Emilio Mola zdecydował się wycofać część swoich wojsk z ataku na Madryt, aby wzmocnić flanki, ponieważ obawiał się kolejnego podobnego ataku czołgów.